# Violet Milstead
Violet "Vi" Milstead Warren CM (19 de outubro de 1919 – 27 de junho de 2014) foi uma aviadora canadiana, notável por ser uma das quatro mulheres canadianas a trabalhar na Inglaterra na organização Auxiliares de Transporte Aéreo (ATA) durante a Segunda Guerra Mundial. Com mais de 600 horas de voo durante a guerra, ela foi a aviadora canadiana com mais tempo de serviço na ATA. Ela trabalhou como instrutor de voo em Toronto, Ontário, e seus alunos incluem Molly Reilly e June Callwood. Ela é membro do Canadian Aviation Hall of Fame e da Ordem do Canadá.